# Eslövs stadsbussar

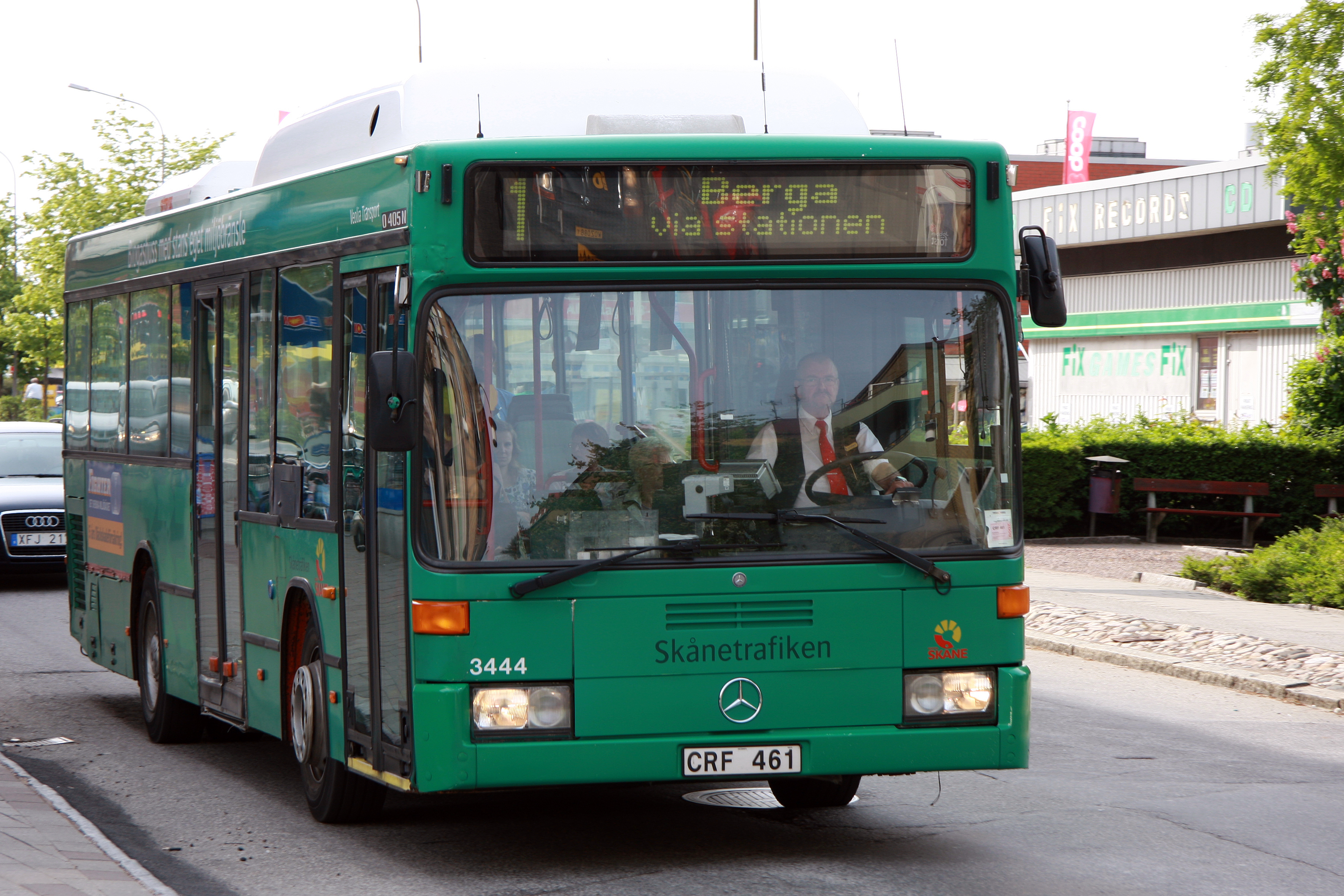
Buss på väg in mot centrum

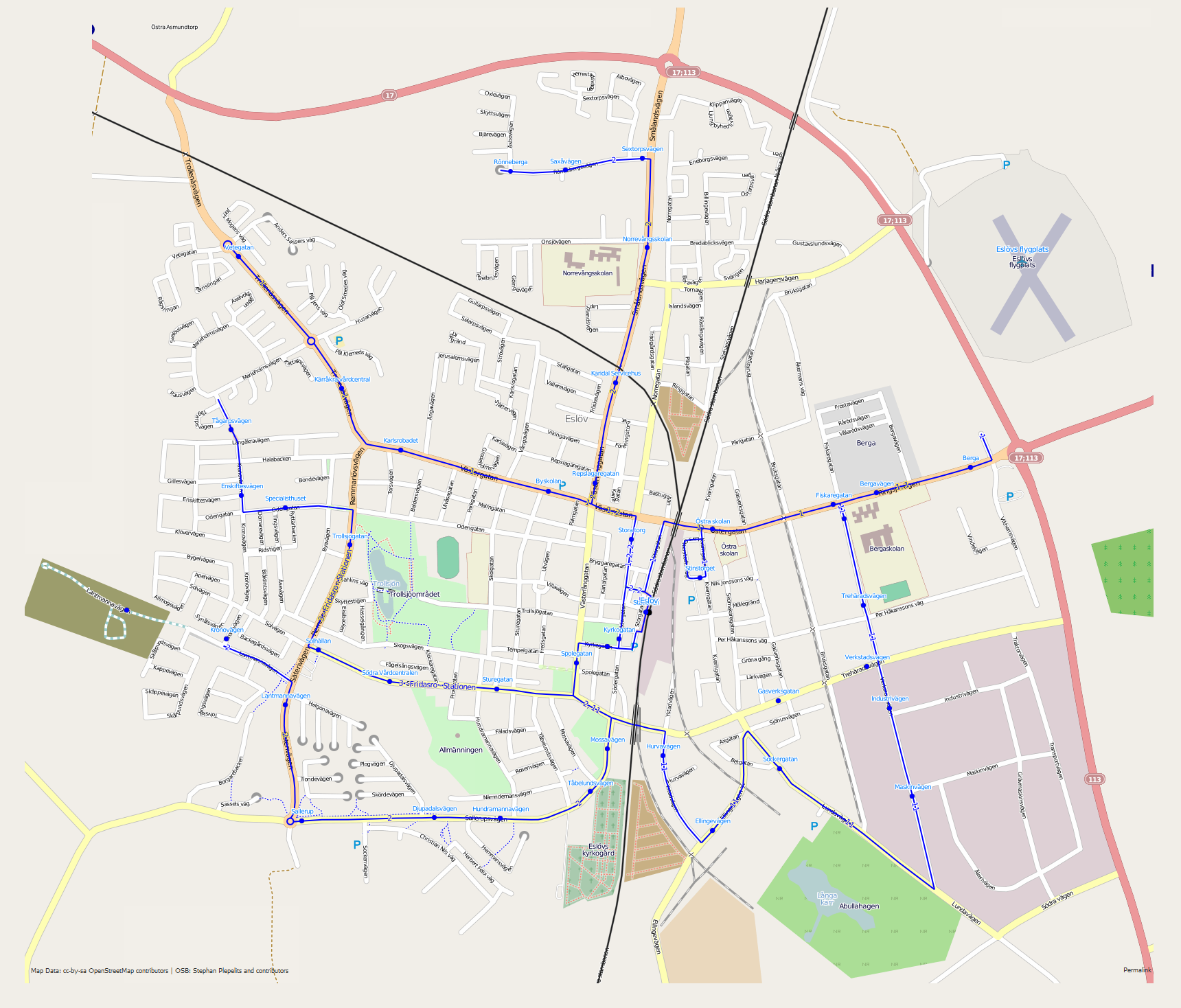
Linjekarta

Eslövs stadsbussar är kollektivtrafiken i Eslöv. Transdev kör på uppdrag av Skånetrafiken stadsbusstrafik i Eslöv.
Stadsbussar har funnits i Eslöv sedan 1971 och startades upp av AB Linjebuss (senare Connex och efter detta Veolia Transport ). Från början fanns det bara en linje och den trafikerades av en enda buss. 
Från och med december 2020 finns det två busslinjer, linje 1-2. Bussarna drivs av ortens egenproducerade biogas i Ellinge. Bussarna som trafikerar linjerna har låggolvsentre och rullstolsplats. År 1999 började bussarna gå med 30-minutersintervall mellan avgångar från ändhållplatserna och resandet med bussarna ökar. Från och med december 2020 är det 30-minutersintervall under dagtid på linje 1 och 2. Från 13 december 2020 trafikeras linje 1 och 2 av elbussar av märket BYD med Transdev som operatör.

## Linjenät

### Aktuellt linjenät
| Linje | Sträcka                            |
| ----- | ---------------------------------- |
| 1     | Solkullen – Stationen – Flygstaden |
| 2     | Rönneberga – Stationen – Bäckdala  |

### Äldre linjenät
Vid tidtabellskiftet i december 2020 försvann linje 3. Innan dess såg linjenätet ut så här:
| Linje | Sträcka                            |
| ----- | ---------------------------------- |
| 1     | Solkullen – Stationen – Flygstaden |
| 2     | Rönneberga – Stationen – Bäckdala  |
| 3     | Stinstorget - Stationen – Fridasro |

Vid tidtabellskiftet i december 2010 försvann linje 11. Då såg linjesträckningen ut så här:
| Linje | Sträcka                             |
| ----- | ----------------------------------- |
| 1     | Solkullen – Stationen – Berga       |
| 2     | Rönneberga – Stationen – Västerdala |
| 3     | Stinstorget - Stationen – Fridasro  |

Vid tidtabellskiftet i juni 2009 försvann linje 12, men den nya linje 3 tillkom. Då såg linjesträckningen ut så här:
| Linje | Sträcka                                   | Linjekarta |
| ----- | ----------------------------------------- | ---------- |
| 1     | Solkullen – Stationen – Berga             | 1          |
| 2     | Rönneberga – Stationen – Bäckdala         | 2          |
| 3     | Stationen – Fridasro                      | 3          |
| 11    | Stationen – Industriområdet – Bergaskolan | 11         |

Linjenätet innan juni 2009 såg ut så här:
| Linje | Sträcka                                   |
| ----- | ----------------------------------------- |
| 1     | Kärråkra Vårdcentral – Stationen – Berga  |
| 2     | Rönneberga – Stationen – Sallerup         |
| 11    | Stationen – Industriområdet – Bergaskolan |
| 12    | Åkermansvägen – Stationen                 |